# West St. Paul
West St. Paul ist eine Stadt (mit dem Status „City“) im Dakota County im US-amerikanischen Bundesstaat Minnesota. Das U.S. Census Bureau hat bei der Volkszählung 2020 eine Einwohnerzahl von 20.615 ermittelt.
West St. Paul ist Bestandteil der Metropolregion Minneapolis–Saint Paul.

## Geografie
West St. Paul liegt im südlichen Vorortbereich von Saint Paul, unweit des Mississippi, auf 44°54′58″ nördlicher Breite und 93°06′06″ westlicher Länge. Die Stadt erstreckt sich über 12,98 km².
Benachbarte Orte von West St. Paul sind Saint Paul (an der nördlichen Stadtgrenze), South St. Paul (an der östlichen Stadtgrenze), Inver Grove Heights (11,1 km südöstlich), Sunfish Lake (6,1 km südlich) und Mendota Heights (an der westlichen und südwestlichen Stadtgrenze).
Das Stadtzentrum von Minneapolis liegt 21,2 km nordwestlich; das Zentrum von Saint Paul, der Hauptstadt von Minnesota, befindet sich 7,7 km nördlich.

## Verkehr
Entlang der östlichen Stadtgrenze verläuft mit dem vierspurig ausgebauten U.S. Highway 52 eine der südlichen Ausfallstraßen von Saint Paul. Die Minnesota State Route 13 erreicht an der Einmündung in die Minnesota State Route 149 im äußersten Nordwesten des Stadtgebiets ihren nördlichen Endpunkt. Die Minnesota State Route 110 bildet die Stadtgrenze im äußersten Südwesten. Alle weiteren Straßen sind untergeordnete Fahrwege oder innerstädtische Verbindungsstraßen.
Der nächstgelegene Flughafen ist der 6,8 km nordöstlich gelegene St. Paul Downtown Airport; der größere Minneapolis-Saint Paul International Airport liegt 14,3 km westlich.

## Geschichte
Bis in die Mitte des 19. Jahrhunderts war die Region von Dakota-Indianern besiedelt.
Die ersten weißen Siedler kamen im Jahr 1848. 1855 wurde mit der planmäßigen Ansiedlung begonnen. 1958 wurde erstmals eine Kommune mit dem Namen West St. Paul gegründet. Dabei handelte es sich aber um den Teil des heutigen Stadtgebiets von Saint Paul, der westlich des Mississippi liegt.
1887 wurde die Stadt South St. Paul gegründet, die auch das heutige Stadtgebiet von West St. Paul beinhaltete. Im Jahr 1889 wurde der Westteil abgetrennt und die heutige Stadt West St. Paul entstand.
Gemäß der Gemeindeverfassung (City Charter) von 1907 steht der Stadt ein Bürgermeister und sieben Stadtratsmitglieder vor, die gewählt werden. Im Jahr 1962 kam die Funktion des City Manager hinzu, sodass Bürgermeister und Stadtrat die Legislative bilden und der City Manager der Exekutive vorsteht.

## Demografische Daten
Nach der Volkszählung im Jahr 2010 lebten in West St. Paul 19.540 Menschen in 8529 Haushalten. Die Bevölkerungsdichte betrug 1505,4 Einwohner pro Quadratkilometer. In den 8529 Haushalten lebten statistisch je 2,25 Personen.
Ethnisch betrachtet setzte sich die Bevölkerung zusammen aus 78,0 Prozent Weißen, 6,0 Prozent Afroamerikanern, 0,9 Prozent amerikanischen Ureinwohnern, 2,2 Prozent Asiaten, 0,1 Prozent Polynesiern sowie 8,6 Prozent aus anderen ethnischen Gruppen; 4,3 Prozent stammten von zwei oder mehr Ethnien ab. Unabhängig von der ethnischen Zugehörigkeit waren 19,5 Prozent der Bevölkerung spanischer oder lateinamerikanischer Abstammung.
22,3 Prozent der Bevölkerung waren unter 18 Jahre alt, 60,7 Prozent waren zwischen 18 und 64 und 17,0 Prozent waren 65 Jahre oder älter. 52,4 Prozent der Bevölkerung war weiblich.

Das mittlere jährliche Einkommen eines Haushalts lag bei 46.730 USD. Das Pro-Kopf-Einkommen betrug 28.431 USD. 7,9 Prozent der Einwohner lebten unterhalb der Armutsgrenze.

## Bekannte Bewohner
- Harold Stassen (1907–2001) – 25. Gouverneur von Minnesota – geboren in West St. Paul
- Paul Johnson (1937–2016) – Eishockeyspieler – geboren in West St. Paul